# Kimberly Akimbo (comédie musicale)
Kimberly Akimbo est une comédie musicale de 2021 avec la musique de Jeanine Tesori, les paroles et le livret de David Lindsay-Abaire. Il est basé sur la comédie du même nom de Lindsay-Abaire en 2001.
Le spectacle raconte l'histoire d'une adolescente solitaire, Kimberly Levaco, qui souffre d'une maladie similaire à la progéria qui la fait vieillir rapidement, lui donnant ainsi l'apparence d'une femme âgée, et comment, selon Playbill, « forcée de manipuler des secrets de famille, des personnalités limites et d'éventuelles accusations de crime, Kim est déterminée à trouver le bonheur dans un monde où même le temps n'est pas de son côté. ».
La première production a débuté Off-Broadway le 8 décembre 2021 au Linda Gross Theatre de Manhattan ; il a été acclamé par la critique, avec les performances de Victoria Clark, Justin Cooley (en) et Bonnie Milligan (en). Le livret et les paroles de Lindsay-Abaire et la partition de Tesori ont tous reçu des éloges. La production off-Broadway a remporté les prix de la meilleure comédie musicale au Drama Desk Awards, Lucille Lortel et Outer Critics Circle Awards.
Le spectacle a ensuite déménagé à Broadway, ouvrant au Booth Theatre le 12 novembre 2022 (avec des avant-premières à partir du 12 octobre). La production de Broadway a également été acclamée par la critique, remportant cinq Tony Awards, dont celui de la meilleure comédie musicale, du meilleur livret d'une comédie musicale, de la meilleure musique originale, de la meilleure actrice principale dans une comédie musicale (Victoria Clark) et de la meilleure actrice dans une comédie musicale (Bonnie Milligan).

## Contexte
La comédie du dramaturge David Lindsay-Abaire, Kimberly Akimbo, a fait sa première en 2001, au South Coast Repertory à Costa Mesa, en Californie ; il a finalement déménagé Off-Broadway en 2003, au Manhattan Theatre Club, dans une production mettant en vedette Marylouise Burke, John Gallagher, Jr. et Ana Gasteyer.

Les autres pièces de Lindsay-Abaire incluent Fuddy Meers (1999), Good People (2011) et Rabbit Hole (2006), pour lesquelles il a remporté le prix Pulitzer de l'œuvre théâtrale en 2007. Jeanine Tesori a écrit la musique de comédies musicales telles que Thoroughly Modern Millie (2000), Caroline ou Change (2003), Shrek the Musical (2008) et Fun Home (2013) ; elle a également été nommée deux fois pour le prix Pulitzer de l'œuvre théâtrale, pour Fun Home et Soft Power (2018). Lindsay-Abaire et Tesori avaient déjà travaillé ensemble sur Shrek the Musical.

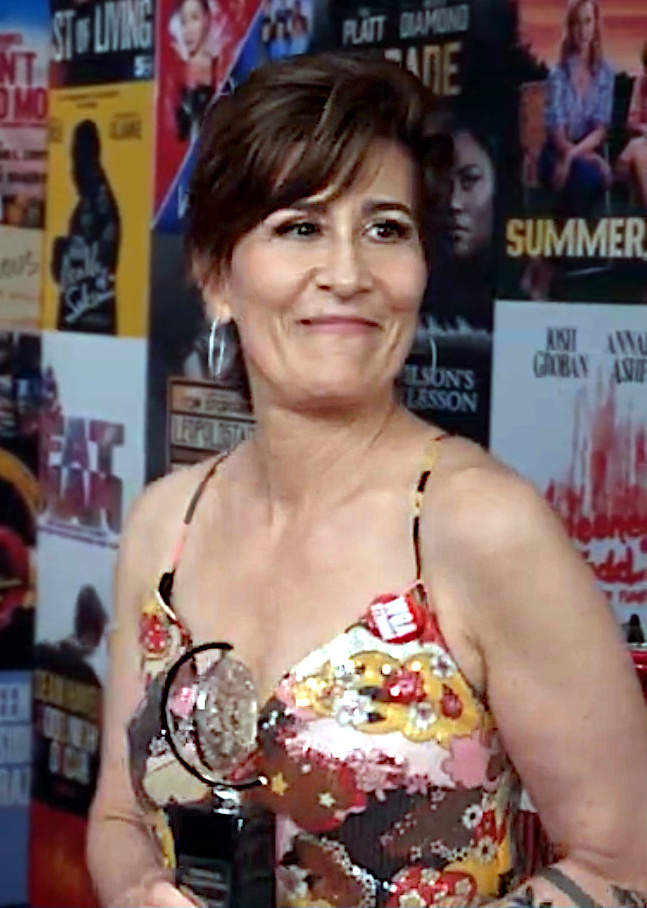
Jeanine Tesori
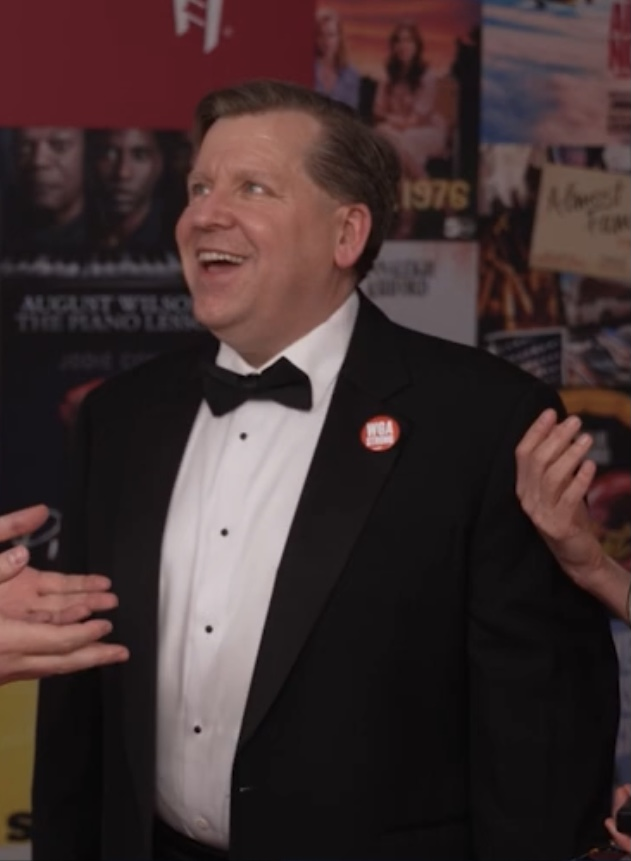
David Lindsay-Abaire

## Synopsis

### Acte I
Dans une patinoire appelée "Skater Planet" dans le comté de Bergen, New Jersey, six adolescents - Kimberly Levaco, Seth Weetis, Martin Doaty, Aaron Puckett, Teresa Benton et Delia McDaniels - expriment leurs frustrations. Kim est la nouvelle fille de la ville, avec une maladie qui la fait vieillir quatre fois et demie plus vite que la normale et un rêve de visiter Six Flags Great Adventure. Seth, un employé de la patinoire, se sent inadapté. Les quatre autres se languissent tous d'un autre membre de leur groupe d'amis sans contrepartie (Martin pour Aaron, Aaron pour Delia, Delia pour Teresa et Teresa pour Martin). Tous les ados ont le sentiment de ne pas être à leur place et expriment leur désir d'être "vus" ("Skater Planet"). Le père de Kim, souvent ivre, Buddy, a plus de trois heures de retard pour venir la chercher, Kimberly lui donne un thermos rempli de café pour le dégriser. Seth revient à la patinoire pour son tuba, qu'il avait laissé à l'intérieur. Il demande à Kim d'être son partenaire pour un projet de biologie à venir et dit qu'ils pourraient le faire à propos de sa maladie. Buddy réplique et dit que Kimberly fait des recherches sur le glaucome, et insulte Seth dans son dos. Buddy dit à Kimberly de dire à sa mère, Pattie, qu'ils étaient en retard à cause de problèmes de voiture. Au domicile des Levacos, Pattie, enceinte et avec des plâtres aux deux bras, crée une vidéo pour son bébé à naître ("Hello, Darling"). Lorsque Buddy et Kim arrivent à la maison, Pattie réprimande Buddy pour leur retard et son ivresse, ce qui conduit à une dispute dans laquelle les deux parents finissent par devoir donner des pièces dans la "jarre à jurons" familiale. Buddy suggère que s'ils économisent suffisamment dans le pot à jurons, ils pourraient partir en voyage sur la route, ce que Pattie refuse rapidement. Il est également établi que la famille essaie de garder secret le fait qu'ils viennent de Lodi, New Jersey. Dans sa chambre, Kimberly écrit une lettre à l'association Make-A-Wish, demandant une cabane dans les arbres après avoir fait des allers-retours entre un éventail de souhaits ("Make a Wish").
À l'école, Martin, Aaron, Delia et Teresa planifient un mashup Dreamgirls pour la chorale de leur école, qui rivalisera avec le mashup Evita de leur rival West Orange. Ils réaffirment leurs problèmes d'amour non partagé ("Skater Planet (reprise #1)"). Le groupe envisage ensuite d'acheter des tenues classiques de chorale (robes bleues pour les filles et costumes turquoises pour les garçons). Kimberly accepte d'être le partenaire de Seth pour le projet de biologie et d'utiliser sa maladie comme sujet. Delia invite Teresa à Skater Planet, mais Teresa veut inviter Martin. Il en résulte que les quatre membres du groupe d'amis acceptent d'aller à Skater Planet, après que Martin ait invité Aaron. Dans la bibliothèque, alors qu'il étudie pour leur projet, Seth crée une anagramme du nom de Kim, "Cleverly Akimbo ". Elle se rend compte qu'elle l'aime ("Anagram"). Debra, la tante criminelle de Kim, se présente et fait des blagues grossières. Elle révèle qu'elle a dormi dans la bibliothèque de l'école, attendant de retrouver Kimberly. La famille Levaco a déménagé de Lodi d'une manière qui a rendu difficile pour Debra de les trouver, ce qui était intentionnel. Debra raconte à Kim une nouvelle opportunité passionnante de gagner beaucoup d'argent, et que ce n'est que "légèrement illégal". Debra essaie également de convaincre Martin, Aaron, Delia et Teresa d'aider ("Better"). Kim accepte, mais seulement si elle a son mot à dire dans le plan, et seulement si Debra accepte que personne ne soit blessé. Debra est extatique et dit à Kimberly de laisser la fenêtre et la porte déverrouillées chez elle.
Vers minuit, à la maison, Kim va déverrouiller la porte, mais est rattrapée par Pattie, qui est réveillée à cause des coups de pied du bébé. Kimberly la distrait, alors que Debra se faufile par la fenêtre. Cependant, malgré les efforts de distraction de Kim, Pattie attrape Debra. Ignorant les protestations de Pattie, Debra entre dans la maison et traîne une boîte aux lettres dans le sous-sol. Pattie réfléchit et déplore sa situation, avant de chanter une berceuse qu'elle avait l'habitude de chanter pour Kim au nouveau bébé ("Hello, Darling (reprise) / Father Time"). C'est le seizième anniversaire de Kim. L'espérance de vie d'une personne atteinte de sa maladie est de seize ans. Le lendemain matin, Buddy conduit Kim et Seth à l'école, mais embarrasse Kim en criant sur Seth pour avoir soi-disant voulu entrer dans le pantalon de Kimberly. Il jette également le muffin de Seth par la fenêtre de la voiture ("Happy For Her"). Kimberly crie après son père et lui dit qu'elle espère qu'il fera sortir la voiture de la route et s'écrasera contre un arbre, puis mourra. Plus tard, à l'école, Seth dit à Kim que si elle voulait qu'il l'embrasse, il le ferait. Il invite également Kim à venir à Skater Planet ce soir-là, ce qu'elle accepte. Kim réfléchit à ses sentiments pour Seth ("Anagram (reprise)"). Cette nuit-là, à Skater Planet, Seth offre à Kimberly un livre d'anagrammes. Pattie, Debra et Buddy se présentent également, ayant été invités par Seth, qui révèle à Kim qu'il s'agit d'une fête d'anniversaire surprise. Debra offre à Kim une très grosse pomme de pin, tandis que Buddy et Pattie promettent tous deux, respectivement, d'arrêter de boire et d'être une meilleure parents comme cadeaux. Martin, Aaron, Delia et Teresa arrivent, également invités à la fête. Delia informe le groupe qu'ils ne pourront pas obtenir leurs costumes, car la chorale du spectacle n'a plus d'argent. En entendant cela, Debra les associe une fois de plus à son plan.

### Acte II
Dans le sous-sol de Kim, Debra apprend aux six adolescents à laver un chèque. Cela s'avère trop complexe pour eux, Aaron se coinçant le bras dans la boîte aux lettres (d'où ils récupèrent les chèques) et Teresa se faisant coller un piège à colle sur la tête (qu'ils utilisent pour repêcher les chèques). Cependant, une fois que Debra les compare aux West Orange, ils terminent la tâche sans problème ("How to Wash a Check"). Après le départ du reste du groupe, Seth se tient seul et réfléchit à la façon dont toute sa vie il a été le "bon garçon" et maintenant il est impliqué dans un stratagème de fraude par chèque, avant de décider peut-être qu'un peu de mal pourrait faire beaucoup de bien. ("Good Kid")
Au domicile des Levaco, Buddy essaie de se distraire, puisqu'il ne boit pas, grâce à un programme d'exercices que lui et Kim ont élaboré. Lorsque Pattie, maintenant avec une attelle à la jambe à la suite d'une blessure de patinage lors de la fête d'anniversaire de Kimberly, laisse sa caméra dans la pièce, il fait une vidéo pour le bébé. Il réfléchit à l'avenir qu'il a perdu lorsque Pattie est tombée enceinte de Kim et dit au bébé de "voir le monde" ("Hello, Baby"). A l'école, les six ados sont à la bibliothèque, jouant à Uno, juste avant leur cours de biologie (et leurs présentations de biologie). Seth demande ce qui se passera s'ils se font prendre, et tous pensent à ce que l'avenir leur réserve ("Skater Planet (reprise #2)"). En classe, le groupe fait ses présentations. Aaron et Martin présentent le scorbut, Delia et Teresa présentent la fasciolose et Kim et Seth présentent sa maladie. Pendant la présentation, Kimberly se fâche, pensant à quel point vieillir est son affliction, mais vieillir est le reste du remède de la classe (pour l'adolescence). Elle sort de la classe ("Our Disease").
Lorsque Kim arrive à la maison, elle constate que Buddy a préparé un repas pour tout le monde et ils s'assoient pour un dîner en famille. Cependant, le ressentiment déborde bientôt et ils commencent à se battre. Il est révélé que Buddy a payé Debra pour qu'elle se rende chez l'ancien voisin de Levaco, la maison de M. Zwicky, pour le battre, car Pattie a eu des relations sexuelles avec lui pour s'assurer que ce bébé n'aurait pas la même maladie que Kim. Zwicky est décédé d'une crise cardiaque provoquée par la peur lors de l'agression, ce qui a conduit la famille à quitter Lodi. Ils se battent, jusqu'à ce que Kimberly s'effondre au sol ("The Inevitable Turn"). Trois jours plus tard, à l'hôpital, Kim est alitée et endormie. Debra convainc Buddy et Pattie de partir et de rentrer chez eux, afin qu'ils puissent dormir et prendre des douches. Avant de partir, Pattie dit à Kim (qui fait semblant de dormir) que la Fondation Make-A-Wish va lui construire une cabane dans les arbres. Seth se présente, tandis que Debra part à la recherche d'un bassin et de pilules. Seth a apporté toutes sortes de choses pour aider Kim à se sentir mieux, mais elle veut juste vivre un meilleur moment et ils décident de partir pour participer au stratagème de fraude par chèque, qui devait se faire sans eux ("Now").
Debra rappelle au groupe leur plan ("How to Wash a Check (reprise)"). Elle révèle également le béguin des enfants l'un pour l'autre. Kim sort de l'arrière-salle déguisée en grand-mère, ce qui fait partie du plan. Elle exige que Martin, Aaron, Delia, Teresa et Seth ne viennent pas, mais Seth insiste (c'est aussi lui qui conduit). Plus tard, Kim rentre à la maison avec un sac d'argent et dit à ses parents qu'ils peuvent enfin partir en voyage et commencer à faire leurs valises. Elle entre ensuite dans sa chambre et voit qu'ils ont remplacé son lit par un berceau pour le nouveau bébé. Ils se battent et elle dit à ses parents d'abandonner qui ils voulaient qu'elle soit avant de mourir ("Before I Go"). Elle écrit une nouvelle lettre à Make-A-Wish, leur disant merci pour la cabane dans les arbres, mais qu'elle n'en a pas besoin, car elle va voir le monde ("Make a Wish (reprise)"). Kimberly et Seth sont dans la voiture de Buddy, à Six Flags Great Adventure. Ils sont en voyage sur la route, avec l'appareil photo et leur part de l'argent, ainsi que l'argent de Debra, qu'ils ont volé. Kim fait une vidéo pour sa sœur et demande à Seth de s'assurer qu'elle l'obtienne ("Hello, Sister"). Ils embrassent. Martin, Aaron, Delia et Teresa (dans leurs tenues de chorale de spectacle), Debra (qui travaille maintenant chez Costco), Pattie et Buddy (avec le nouveau bébé), et Kim et Seth disent au public de vivre pleinement la vie ("Great Adventure").

## Numéros musicaux
| Acte I - "Skater Planet" - Aaron, Delia, Martin, Teresa, Seth et Kimberly - "Hello, Darling" - Pattie - "Make a Wish" - Kimberly - "Skater Planet (reprise #1)" - Aaron, Delia, Martin et Teresa - "Anagram" - Seth, Kimberly et la troupe - "Better" - Debra, Kimberly et la troupe - "Hello, Darling (reprise)/Father Time" - Pattie - "Happy For Her" - Buddy - "Anagram (reprise)" - Kimberly - "This Time" - La troupe | Acte II - "How to Wash a Check" - Debra, Kimberly, Seth, Aaron, Delia, Martin et Teresa - "Good Kid" - Seth - "Hello, Baby" - Buddy - "Skater Planet (reprise #2)" - Aaron, Delia, Martin, Teresa et Seth - "Our Disease" - Kimberly, Seth, Aaron, Delia, Martin et Teresa - "The Inevitable Turn" - Pattie, Buddy, Debra, Aaron, Delia, Martin et Teresa - "Now" - Seth et Kimberly - "How to Wash a Check (reprise)" - Debra, Aaron, Delia, Martin et Teresa - "Before I Go" - Kimberly, Buddy et Pattie - "Hello, Sister" - Kimberly et Seth - "Great Adventure" - La troupe |

## Distribution

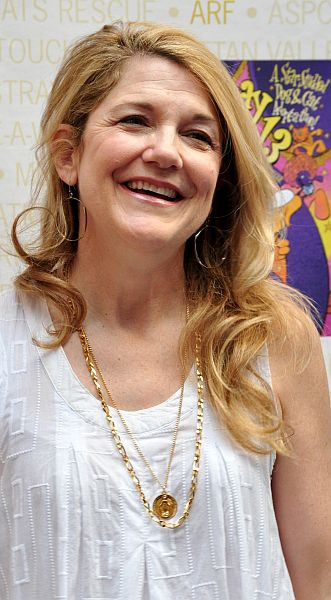
Victoria Clark en 2011

| Personnage      | Off-Broadway (2021)  | Broadway (2022)      |
| --------------- | -------------------- | -------------------- |
| Kimberly Levaco | Victoria Clark       | Victoria Clark       |
| Seth Weetis     | Justin Cooley (en)   | Justin Cooley (en)   |
| Buddy Levaco    | Steven Boyer (en)    | Steven Boyer (en)    |
| Pattie Levaco   | Alli Mauzey (en)     | Alli Mauzey (en)     |
| Tante Debra     | Bonnie Milligan (en) | Bonnie Milligan (en) |
| Delia McDaniels | Olivia Elease Hardy  | Olivia Elease Hardy  |
| Martin Doaty    | Fernell Hogan II     | Fernell Hogan II     |
| Aaron Puckett   | Michael Iskander     | Michael Iskander     |
| Teresa Benton   | Nina White           | Nina White           |

## Productions

### Off-Broadway (2021)
La première production de Kimberly Akimbo s'est déroulée Off-Broadway du 8 décembre 2021 au 15 janvier 2022 (avec des avant-premières commençant le 6 novembre), au Linda Gross Theatre de Manhattan, produit par l'Atlantic Theater Company. Mis en scène par Jessica Stone, son casting comprenait Victoria Clark, Steven Boyer, Alli Mauzey et Justin Cooley. La scénographie a été réalisée par David Zinn ; la conception des costumes était de Sarah Laux ; la conception de l'éclairage a été réalisée par Lap Chi Chu ; la conception sonore a été réalisée par Kai Harada; la chorégraphie était de Danny Mefford ; et les orchestrations étaient de John Clancy, avec des arrangements musicaux supplémentaires de Macy Schmidt.

### Broadway (2022)

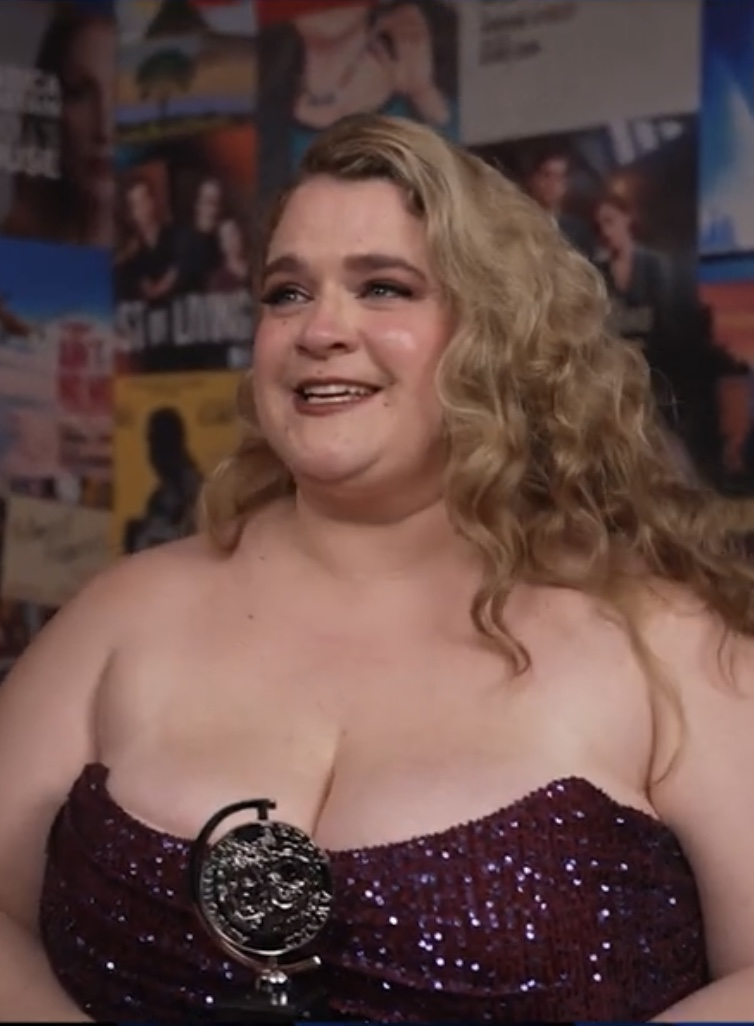
Bonnie Milligan lors de la 76e cérémonie des Tony Awards.

Le spectacle a ensuite déménagé au Booth Theatre de Broadway avec le même casting, commençant les avant-premières le 12 octobre 2022 avec une ouverture officielle le 10 novembre 2022. Il a été produit par David Stone, l'Atlantic Theater Company, James L. Nederlander, LaChanze, John Gore, Patrick Catullo et Aaron Glick. Pour cette production, toute l'équipe créative est restée à l'exception de l'éclairage de Chu, qui a été remplacé par Jeanette Oi-Suk Yew. Le spectacle a reçu des critiques élogieuses. Le spectacle a reçu huit nominations aux Tony Awards 2023, gagnant le prix de la meilleure comédie musicale, du meilleur livret, meilleure partition, meilleure actrice principale et meilleure actrice secondaire.

### Tournée nord-américaine prévue (2024)
En avril 2023, il a été annoncé que le spectacle se lancerait dans une tournée nationale nord-américaine dans 60 villes. Le lancement de la tournée est prévu en septembre 2024 au Denver Center for the Performing Arts. D'autres villes et le casting de la tournée seront annoncés ultérieurement.

## Récompenses et nominations

### Production Off-Broadway
| Année | Récompense                     | Catégorie                                   | Nomination                            | Résultat   |
| ----- | ------------------------------ | ------------------------------------------- | ------------------------------------- | ---------- |
| 2022  | Drama Desk Awards              | Outstanding Musical                         | Outstanding Musical                   | Lauréat    |
| 2022  | Drama Desk Awards              | Outstanding Actress in a Musical            | Victoria Clark                        | Nomination |
| 2022  | Drama Desk Awards              | Outstanding Featured Actor in a Musical     | Justin Cooley                         | Nomination |
| 2022  | Drama Desk Awards              | Outstanding Featured Actress in a Musical   | Bonnie Milligan                       | Nomination |
| 2022  | Drama Desk Awards              | Outstanding Director of a Musical           | Jessica Stone                         | Nomination |
| 2022  | Drama Desk Awards              | Outstanding Music                           | Jeanine Tesori                        | Nomination |
| 2022  | Drama Desk Awards              | Outstanding Lyrics                          | David Lindsay-Abaire                  | Nomination |
| 2022  | Drama Desk Awards              | Outstanding Scenic Design of a Musical      | David Zinn                            | Nomination |
| 2022  | Drama Desk Awards              | Outstanding Sound Design in a Musical       | Kai Harada                            | Nomination |
| 2022  | Drama League Awards            | Outstanding Production of a Musical         | Outstanding Production of a Musical   | Nomination |
| 2022  | Drama League Awards            | Distinguished Performance Award             | Victoria Clark                        | Nomination |
| 2022  | Drama League Awards            | Distinguished Performance Award             | Bonnie Milligan                       | Nomination |
| 2022  | Lucille Lortel Awards          | Outstanding Musical                         | Outstanding Musical                   | Lauréat    |
| 2022  | Lucille Lortel Awards          | Outstanding Choreographer                   | Danny Mefford                         | Nomination |
| 2022  | Lucille Lortel Awards          | Outstanding Leading Performer in a Musical  | Victoria Clark                        | Lauréat    |
| 2022  | Lucille Lortel Awards          | Outstanding Leading Performer in a Musical  | Justin Cooley                         | Nomination |
| 2022  | Lucille Lortel Awards          | Outstanding Featured Performer in a Musical | Bonnie Milligan                       | Lauréat    |
| 2022  | Lucille Lortel Awards          | Outstanding Featured Performer in a Musical | Steven Boyer                          | Nomination |
| 2022  | New York Drama Critics' Circle | Best Musical                                | Best Musical                          | Lauréat    |
| 2022  | Outer Critics Circle Awards    | Outstanding New Off-Broadway Musical        | Outstanding New Off-Broadway Musical  | Lauréat    |
| 2022  | Outer Critics Circle Awards    | Outstanding Actor in a Musical              | Justin Cooley                         | Nomination |
| 2022  | Outer Critics Circle Awards    | Outstanding Actress in a Musical            | Victoria Clark                        | Lauréat    |
| 2022  | Outer Critics Circle Awards    | Outstanding Featured Actress in a Musical   | Bonnie Milligan                       | Nomination |
| 2022  | Outer Critics Circle Awards    | Outstanding Director of a Musical           | Jessica Stone                         | Lauréat    |
| 2022  | Outer Critics Circle Awards    | Outstanding Book of a Musical               | David Lindsay-Abaire                  | Lauréat    |
| 2022  | Outer Critics Circle Awards    | Outstanding Score                           | Jeanine Tesori & David Lindsay-Abaire | Nomination |
| 2022  | Outer Critics Circle Awards    | Outstanding Orchestrations                  | John Clancy                           | Nomination |
| 2022  | Theatre World Award            | Theatre World Award                         | Justin Cooley                         | Honoree    |

### Production Broadway
| Année | Récompense                      | Catégorie                                              | Nomination                            | Résultat   |
| ----- | ------------------------------- | ------------------------------------------------------ | ------------------------------------- | ---------- |
| 2023  | Tony Awards                     | Best Musical                                           | Best Musical                          | Lauréat    |
| 2023  | Tony Awards                     | Best Book of a Musical                                 | David Lindsay-Abaire                  | Lauréat    |
| 2023  | Tony Awards                     | Best Original Score                                    | Jeanine Tesori & David Lindsay-Abaire | Lauréat    |
| 2023  | Tony Awards                     | Best Direction of a Musical                            | Jessica Stone                         | Nomination |
| 2023  | Tony Awards                     | Best Leading Actress in a Musical                      | Victoria Clark                        | Lauréat    |
| 2023  | Tony Awards                     | Best Featured Actor in a Musical                       | Justin Cooley                         | Nomination |
| 2023  | Tony Awards                     | Best Featured Actress in a Musical                     | Bonnie Milligan                       | Lauréat    |
| 2023  | Tony Awards                     | Best Orchestrations                                    | John Clancy                           | Nomination |
| 2023  | Dorian Award                    | Outstanding Broadway Musical                           | Outstanding Broadway Musical          | Lauréat    |
| 2023  | Dorian Award                    | Outstanding Broadway Ensemble                          | Outstanding Broadway Ensemble         | Lauréat    |
| 2023  | Dorian Award                    | Outstanding Lead Performance in a Broadway Musical     | Victoria Clark                        | Lauréat    |
| 2023  | Dorian Award                    | Outstanding Featured Performance in a Broadway Musical | Bonnie Milligan                       | Lauréat    |
| 2023  | Dorian Award                    | Broadway Showstopper Award                             | Broadway Showstopper Award            | Nomination |
| 2023  | Actor's Equity Foundation Award | Clarence Derwent Award                                 | Bonnie Milligan                       | Lauréat    |
| 2023  | Audience Choice Awards          | Favorite New Musical                                   | Favorite New Musical                  | Nomination |
| 2023  | Audience Choice Awards          | Favorite Performance of the Year (Musical)             | Victoria Clark                        | Nomination |
| 2023  | Audience Choice Awards          | Favorite Featured Actress in a Musical                 | Bonnie Milligan                       | Nomination |
| 2023  | Audience Choice Awards          | Favorite Breakthrough Performance (Male)               | Justin Cooley                         | Lauréat    |
| 2023  | Audience Choice Awards          | Favorite New Song                                      | "Anagram"                             | Nomination |
| 2023  | Audience Choice Awards          | Favorite New Song                                      | "Better"                              | Nomination |